# Emporia (Kansas)
Emporia település az Amerikai Egyesült Államok Kansas államában, Lyon megyében, melynek megyeszékhelye is. Lakosainak száma 24 139 fő (2020. április 1.).

## Népesség
A település népességének változása:

| 2010 | 24 916 |
| 2020 | 24 139 |